# Tredagarsslaget vid Warszawa
Tredagarsslaget vid Warszawa, även känt som Slaget vid Warszawa och Slaget vid Warschau, var ett fältslag som utkämpades utanför den polska huvudstaden Warszawa mellan 18 och 20 juli 1656 under kung Karl X Gustavs polska krig. Det var det största slaget som utkämpades i kriget, och stod mellan en allierad svensk-brandenburgsk-preussisk armé under befäl av kung Karl X Gustav respektive kurfurste Fredrik Vilhelm I, och en polsk-litauisk armé under befäl av kung Johan II Kasimir.
Efter tre dagars strider stod de två allierade som segrare och Warszawa intogs några dagar senare. Trots den allierade segern gick det allt sämre för de svenska invasionstrupperna i Polen. Somliga ser slaget som början på Preussens militärhistoria.

## Bakgrund
På sommaren 1656 stod den svenska armén i Polen och det började se allt sämre ut på den diplomatiska fronten. Österrike hotade att skicka in trupper mot Sverige, Nederländerna och Danmark hade skickat en flotta till Danzig, ryssarna anföll svenska Livland och polackerna började åter vända sig mot svenskarna. När den polska armén började belägra Warszawa den 19 maj – staden föll i polackernas händer vid stormningen den 21 juni – såg Karl X Gustav sin möjlighet att snabbt avsluta kriget. Den 17 juli förenades de svenska och brandenburgska trupperna vid Novodvor, norr om Warszawa.
Den allierade ledningen trodde att den polska armén kunde bestå av så många som 200 000 man, men den utgjordes i verkligheten av omkring 36 000-40 000 man. De högre siffrorna hänför sig till den stora trossen och alla civila som följde med i fält.

## Slagordning

### Svensk-brandenburgska armén
Den allierade svensk-brandenburgska armén, under befäl av kung Karl X Gustav respektive kurfurste Fredrik Vilhelm I, bestod av totalt 18 000 soldater. Av dessa kom 9 500 från Sverige och 8 500 från Brandenburg. I den kombinerade armén var 12 500 ryttare (7 500 från Sverige och 5 000 från Brandenburg), uppdelade i 62 skvadroner, och 5 500 fotsoldater (2 000 från Sverige och 3 500 från Brandenburg), uppdelade i 12 brigader. Armén hade ett 60-tal artilleripjäser i olika kaliber, under befäl av överste Gustaf Oxenstierna.
Centern bestod av 12 brigader fotsoldater under befäl av den brandenburgske generalfältmarskalken Otto Christoph von Sparr. Den högra kavalleriflygeln på 34 skvadroner leddes av Karl X Gustav, med sin bror hertig Adolf Johan som ställföreträdare. Den vänstra kavalleriflygeln på 28 skvadroner leddes av Fredrik Vilhelm I, med fältmarskalk Carl Gustaf Wrangel som ställföreträdare.

### Polsk-litauiska armén
De polsk-litauiska trupperna, under befäl av kung Johan II Kasimir, omfattade mellan 24 och 25 000 soldater. Av dessa var 950 bevingade hursarer, 2 000 tatarryttare och ett mera lösligt uppsatt adelsuppbåd bestående av mellan 10 och 13 000 ryttare, sammanlagt omkring 40 000 man, varav endast omkring 4 500 var fotsoldater.

## Slaget

### 18 juli − Uppmarschen mot Warszawa

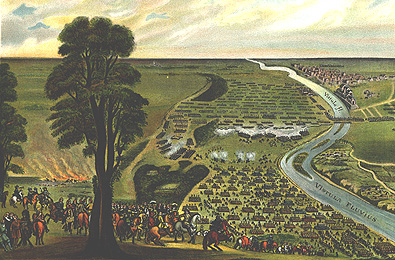
Uppmarschen under första dagen. Målning av Johann Philip Lemke.

Omkring klockan fyra på eftermiddagen fredagen den 18 juli började den allierade armén marschera mot Warszawa längs floden Wisła. Området liknade en smal korridor, som bara var 800 meter bred, mellan floden och den ekskog, som växte på arméns vänstra sida. Förtruppen, som bestod av 600 ryttare under generalmajor Clas Totts befäl, träffade på polskt rytteri, som flydde söderut efter en kort strid. Karl X Gustav skickade förstärkningar och red i spetsen med Wrangel, pfalzgreve Filip av Sulzbach och greve Georg Fredrik av Waldeck. Ännu en polsk styrka bestående av rytteri påträffades, men även denna flydde söderut. Svenska ryttare följde efter, men tvingades vända när de kom alltför nära de polska befästningarna. Under tiden började delar av huvudarmén komma fram mot de polska befästningarna. Befästningarna var som en lång kedja i slutet av korridoren mellan floden och skogen. Bakom kedjan stod polska trupper uppställda, vilka den allierade armén sakta närmade sig. Man ställde upp fotfolket i två linjer på 700 meters avstånd. Under tiden började det bli allt mörkare och svenskarna drog sig tillbaka. Vid tiotiden på kvällen slutade alla strider för dagen.
De brandenburgska trupperna satte upp sitt läger längs Wisłastranden, medan svenskarna slog läger högre upp nära skogen. Under natten hade också polska trupper från Warszawasidan gått över bron som förstärkning. Vid midnatt höll den allierade ledningen krigsråd, och många av officerarna tvivlade på att slaget skulle lyckas, vissa var rent av panikslagna. Siffrorna om den polska härens numerär var som sagt mycket stora och den första dagens strider hade inte gått så bra som man hade hoppats på. Det var många som tyckte att man skulle avsluta och retirera. Karl X Gustav ville dock inte veta någonting av detta.
| ”                | "Emedan det förefaller eder omöjligt, att något av våra ben skall komma från denna batalj med denne starke och övermäktige fiende, så vill jag näst Gud lära eder taga fältet och segern ur fiendens hand." | „ |
| – Karl X Gustav. | |   |

### 19 juli − Polsk-tatarernas kavallerichock
I gryningen nästa dag gjorde Karl X Gustav ihop med Fredrik Vilhelm I, Wrangel och Sparr en rekognoscering. Karl X Gustav kom till insikt att de kunde överrumpla de polsk-litauiska trupperna genom att utföra en kringgående rörelse från öster. De allierade behövde egentligen mera utrymme, men korridoren förhindrade detta. De ställde istället upp nordöst om de polska befästningarna, mellan byarna Białołęka och Bródno. Därifrån kunde de anfalla polackerna från sidan. När dimman lättade började de allierade soldaterna sakta röra sig framåt. Vid niotiden mötte brandenburgskt infanteri litauiska förband. Samtidigt gick 2 000 beridna tatarer till anfall mot svenskarnas rygg. De slogs tillbaka av den hårda och disciplinerade eldgivningen från de allierade dragonerna och infanteriet, och Waldecks kanoner sprängde djupa hål i de polska ryttarleden. 2 000 svenska ryttare under generalmajor Henrik Horn jagade bort tatarerna. Efter att striderna hade lugnat ner sig lite vid tolvtiden beordrade Karl X Gustav trupperna, som var kvar vid floden, upp till dem. Armén ställde upp på 2 500 meters bredd. Framför dem började polskt rytteri samla sig.
Första anfallet kom vid fyratiden från cirka 900 polska husarer under befäl av Aleksander Hilary Połubiński, uppdelade i tre grupper om 300 ryttare vardera, på ett avstånd av 500 meter, med de sista 80 i sporrsträck. Vissa svenska förband vek undan, men husarerna möttes av kraftig musköt- och kartescheld från de allierade. Husarerna red rakt in i den allierade elden och tvingades vända. Ytterligare några anfall följde, men inget av dem var lyckosamma. Husarerna tvingades till oordnad reträtt, och omkring en sjättedel av husarerna hade stupat.
Under striderna som följde var Karl X Gustav i spetsen för kurfurstens livregemente till fot, men råkade senare bli åtskild från sina följeslagare utom sin livknekt Bengt Trafvenfelt. De blir anfallna av 7 tatarryttare; kungen sköt ner två ryttare och högg ner en tredje, medan Trafvenfelt sköt ner två ryttare och bistod kungen med att jaga iväg de två återstående tatarerna. Kungen ska därefter ha dragits in i striden mot de polska husarerna, och var nära att mista livet då en polsk husar vid namn Jakub Kowalski träffade kungen i bröstet nära halsen med sin lans. Kungens harnesk skyddade honom från att genomborras av spetsen och Trafvenfelt kunde snabbt skjuta ner Kowalski.
På eftermiddagen drog sig polackerna tillbaka, då anfallen gav föga resultat. När mörkret föll beslöt ledningen för den allierade armén att man skulle dra sig tillbaka. Det var denna afton betydligt lugnare bland officerarna vid det allierade lägret vid Bródno. Stefan Czarniecki återvände med sina trupper till den polska sidan av floden vid åttatiden. Johan Kasimir och hans rådgivare ansåg att striden var hopplös, och beslutade sig för att evakuera de resterande polsk-litauiska trupperna till Warszawasidan av Wisłafloden.

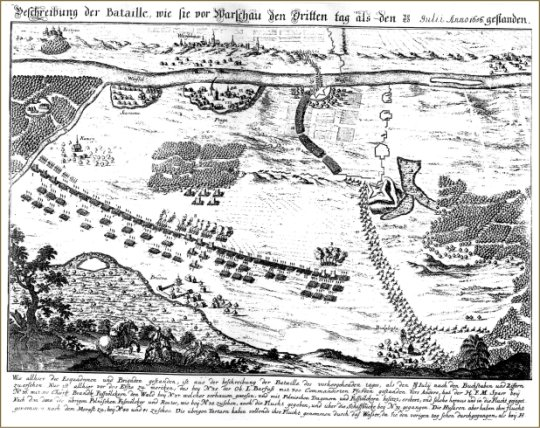
Slagordningen under andra dagen. Teckning av Erik Dahlbergh.
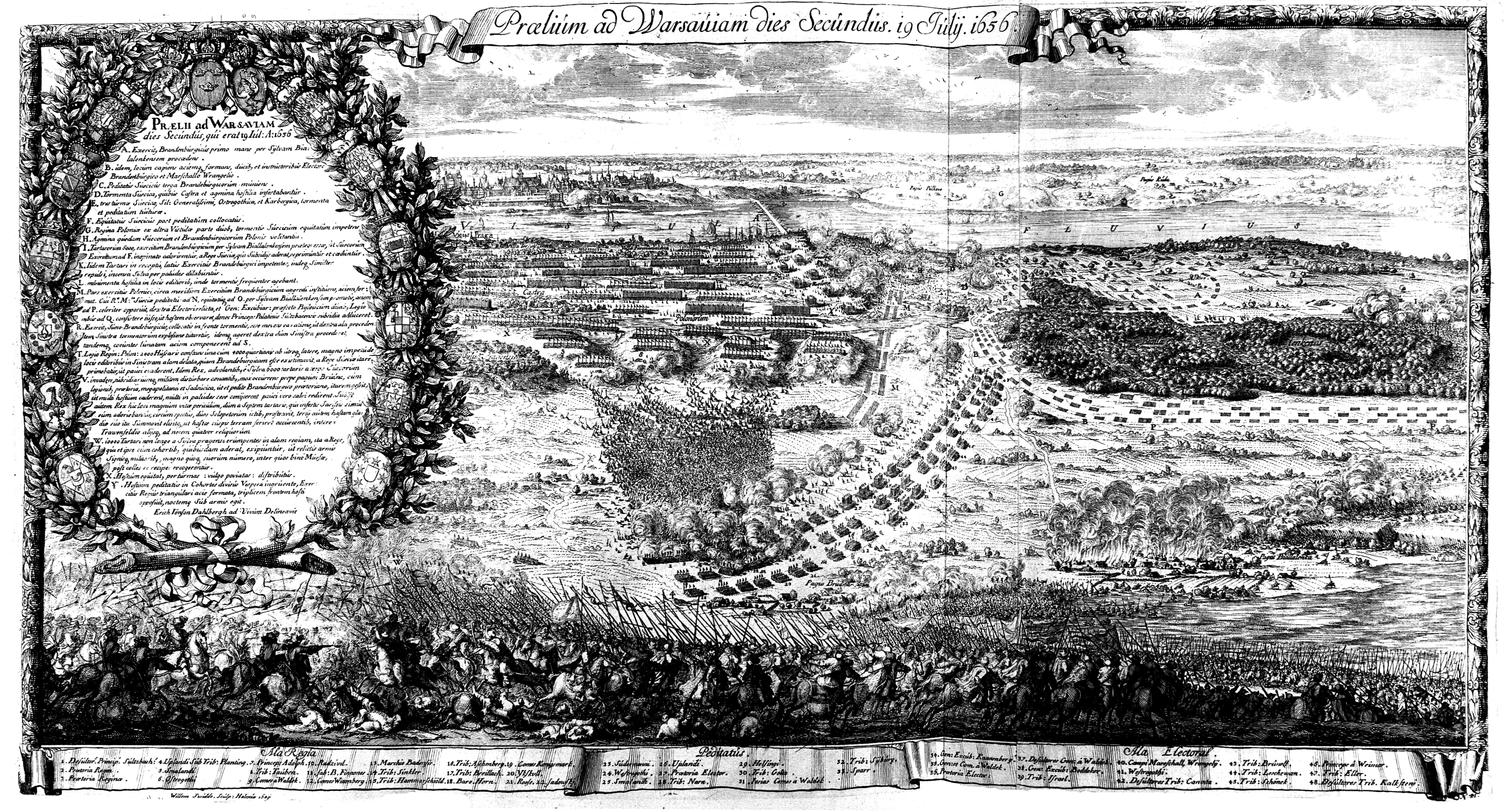
Slagets andra dag. Teckning av Erik Dahlbergh.
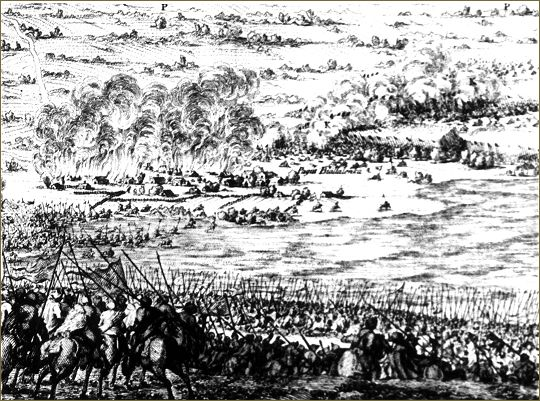
Slagets andra dag. Byn Białołęka bränns ner. Teckning av Erik Dahlbergh.
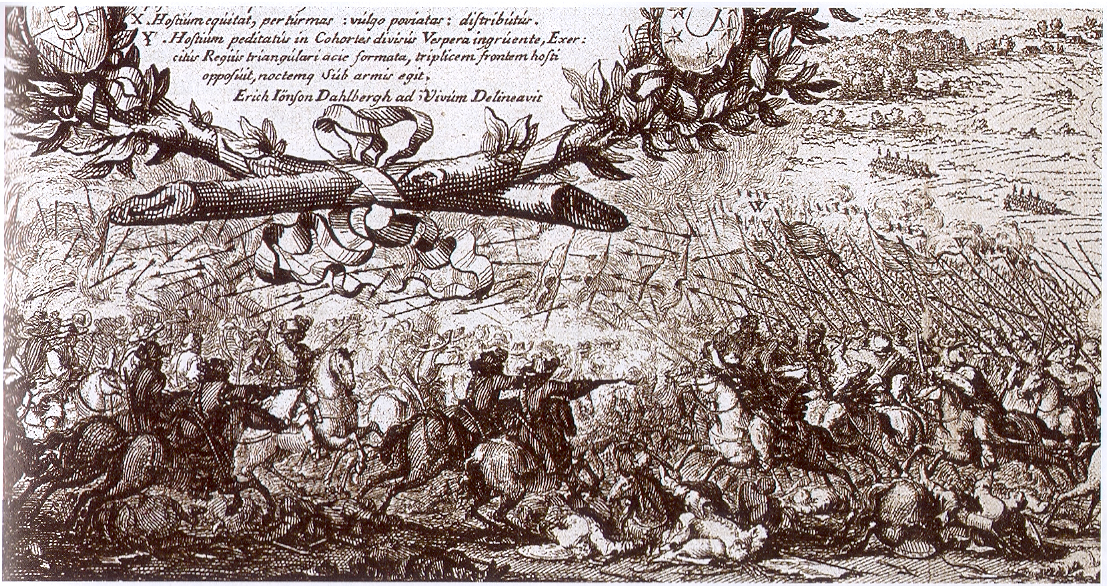
Tatarattacken mot det svenska rytteriet. Observera att tatarerna använder pilbågar och lansar mot svenskarnas pistoler. Gravyr efter teckning av Erik Dahlbergh.
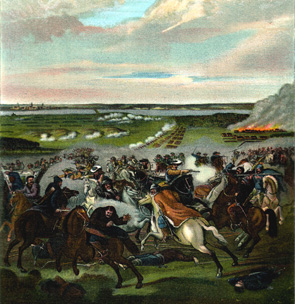
Karl X Gustav omringas av tatarerna under slaget vid Warszawa den 19 juli 1656. Målning av Johan Philip Lemke.

### 20 juli − Polsk-litauisk reträtt

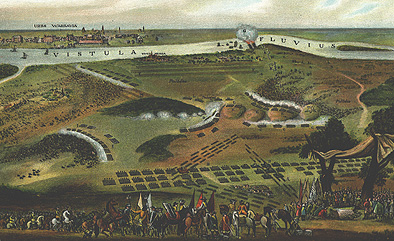
Slagets sista dag. Målning av Johan Philip Lemke.

När dimman åter lättat från fälten följande morgon ställde de två härarna upp igen. De allierade positionerade sig på en tre kilometer lång linje mot polackerna, som ställde upp sig på en fem kilometer lång linje. Vid Pragaskogen invid Warszawas förstad Praga hade de under natten byggt några enkla jordbefästningar.
Det första anfallet kom från de allierades sida. Man skulle gå till attack mot de nybyggda befästningarna vid Pragaskogen och medan en styrka, under befäl av Wrangel, Jakob Kasimir De la Gardie, Sparr och Waldeck, marscherade bort mot Pragaskogen började resten av armén gå fram emot de övriga polackerna. De förstnämnda styrkorna möttes av polsk artillerield från befästningarna och besvarade elden med 12-pundiga kanoner. Artillerielden tog hårt på de polska befästningarna som till stora delar förstördes. Vid niotiden stormade de polackerna, som flydde efter en kort strid. När befästningarna var intagna gick huvudarmén till anfall mot sandkullarna där polackerna befann sig. Genom ett missförstånd gick stora delar av armén till attack. Det var egentligen enbart ett rytteriregemente och en del fotfolk som hade beordrats att anfalla, men de övriga förbanden missuppfattade det hela och gick till anfall. Under det stora trycket från de allierade vek sig polackerna efter korta strider. När de allierade kom upp på sandkullarna så såg de att den polska hären var mycket hårt drabbad av gårdagens strider. Johan II Kasimir hade redan sett slaget som förlorat och skickade de dyrbaraste kanonerna och trossen över floden. Även delar av armén beordrades att ta sig över floden.
Det utbröt stor oordning i den till hälften retirerande polska armén. Många förband flydde från slagfältet. De allierade satte då in huvudstöten mot de polska förbanden. I anfallet fick de allierade befälhavarna inte någon kontroll över styrkorna som pressades framåt mot floden. Istället för att omringa armén fortsatte de framåt och bildade flyktvägar på sidorna. När de till slut fick ordning på trupperna var det för sent för att hinna i kapp de flyende polska ryttarna. När stora dammoln revs upp vid polackernas flykt trodde Karl X Gustav att polackerna var på väg till motattack och gav order om att avbryta framryckningen. När det senare visade sig att de istället var på väg bort fortsatte förföljelsen. Delar av det polska infanteriet stod ordnat mellan sandkullarna och floden. När de allierade besköt dem med artilleri gav de upp. De allierade befälhavarna blev oense om vad de skulle göra med dem. Fredrik Vilhelm I ville att man skulle gå till attack mot dem, men Adolf Johan ville avsluta eldgivningen mot dem. De polska infanteriförbanden fick ett andrum när svenskarna inte kunde besluta sig för vad de skulle göra och kunde fly från slagfältet.
Wisłabron utsattes för hårt tryck på grund av att alla polska trupper ville använda den för att söka skydd i Warszawa, och till slut brast bron, varpå polska infanteriförband inledde reparationerna och barrikaderade bron med vagnar, medan polska dragoner höll svenskarna på avstånd. Brons östra fäste skyddades av en skans som svenskarna stormade. Soldaterna i skansen höggs ner eller togs tillfånga. Samtidigt som stormningen genomfördes hade polackerna hunnit laga bron och Johan II Kasimir red över. De allierade regementena under Sparr avvaktade med att gå över när de såg polska förband stridsberedda på den andra sidan bron. Innan de allierade ryttarna hann anfalla tände polackerna på bron och lämnade delar av sin armé på samma sida som de allierade. De återstående försökte desperat ta sig över floden genom att simma över den eller genom att nyttja trasiga vagnar och andra flytetyg. Vid middagstid slutade striderna.

## Förluster

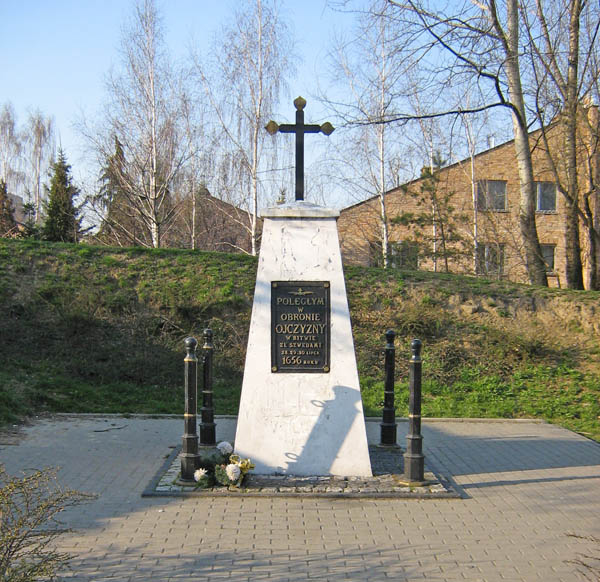
Monument över de stupade soldaterna i kampen mot svenskarna år 1656 i Praga Południe i Warszawa.

Från 700 till 1 300 allierade soldater stupade eller sårades efter slaget. 
På den polsk-litauiska sidan stupade eller sårades mellan 2 000 och 4 000 soldater. Ett antal hade drunknat i träskmarkerna och i floden under flykten från de allierade trupperna.
Den allierade armén erövrade den polska trossen, som de fick dela på, inklusive 50 polska kanoner.

## Efter slaget
Polackerna genomförde en utbrytning av staden natten mellan 20 och 21 juli. hade lämnat Warszawa i sin flykt utan att ha tagit med sig vare sig förråd eller kanoner. Allierade trupper marscherade in i staden den 24 juli och stannade vid Warszawa ända till slutet av juli. Trots segern blev slaget början till slutet för framgångarna i Karl X Gustavs polska krig.
Allt mörknade därefter för svenskarna, såväl militärt som diplomatiskt. Man fick trots det en acceptabel fred i Oliwa 1660 utan några större skillnader.

## Galleri

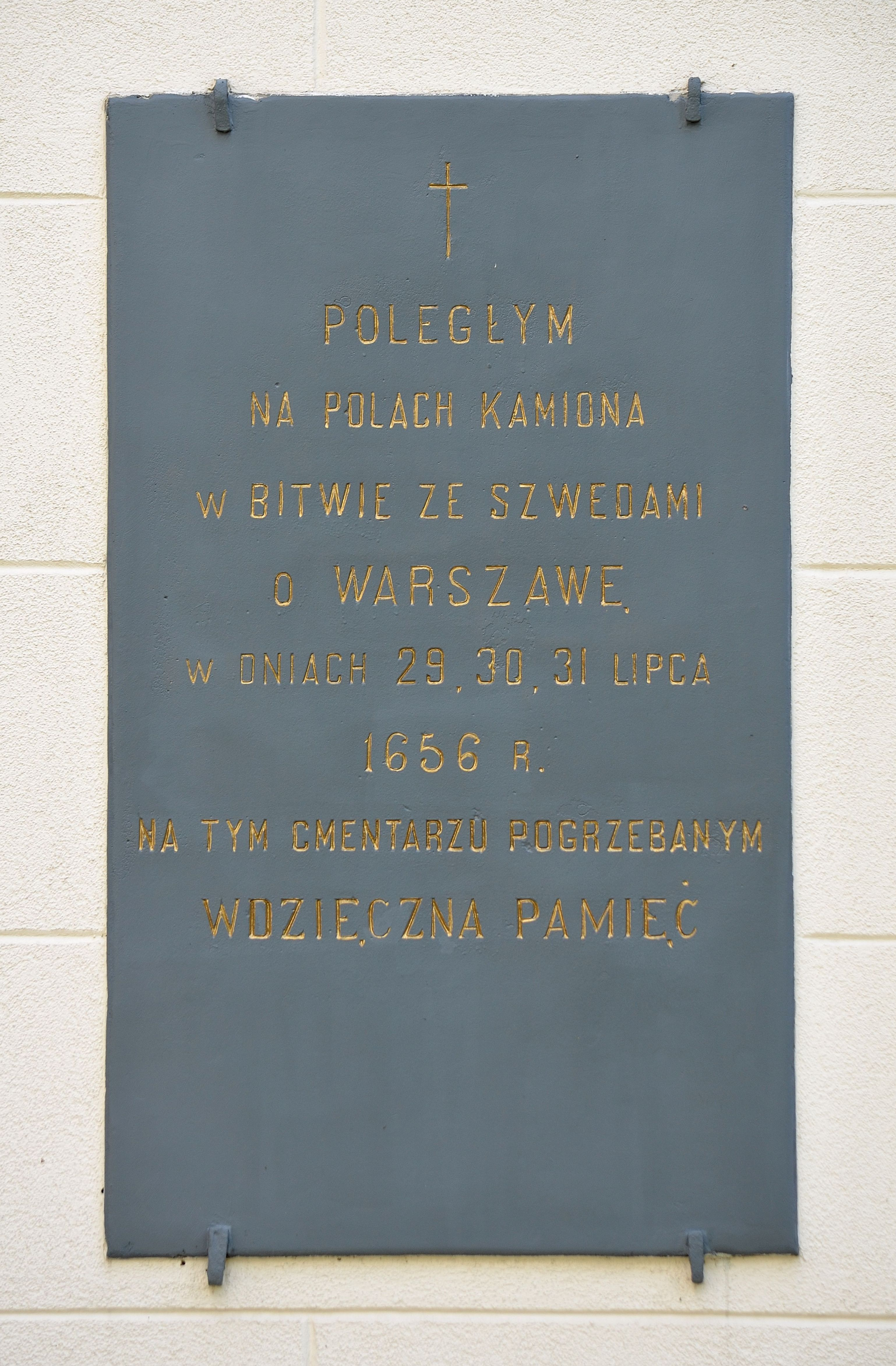
Minnesplakett av dem som stupade vid slaget på en kyrka i Warszawa.
Spetsig hjälm, troligen persisk. Krigsbyte från slaget. Utställt på Livrustkammaren.
Ryttarhjälm, stormhuva. Krigsbyte från slaget. Utställt på Livrustkammaren.
Jakthorn från 1620. Krigsbyte från slaget. Utställt på Livrustkammaren.
Officersbardisan, Holland, 1620-tal. Krigsbyte från slaget. Utställt på Livrustkammaren.
Vladislav IV:s barnrustning. Krigsbyte från slaget. Utställt på Livrustkammaren.
Sigillstamp för drottning Cecilia Renata av Polen. Krigsbyte från slaget. Utställt på Livrustkammaren.
Rundsköld, Italien, 1500-talets andra hälft. Krigsbyte från slaget. Utställt på Livrustkammaren.
Sabel med klinga av stål av kilij-typ. Krigsbyte från slaget. Utställt i Skoklosters slott.